# Phoumi Nosavan

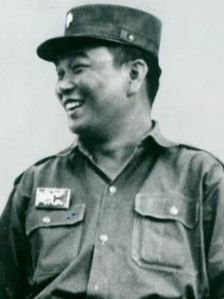
Phoumi Nosavan

Phoumi Nosavan (1920-1985) là một nhà chính trị và tướng lĩnh quân sự Lào trong Chiến tranh Đông Dương.
Được CIA và Programs Evaluation Office hậu thuẫn, Phoumi, lúc đó là một đại tá đã trở thành một bộ trưởng nội các trong chính phủ cánh hữu Vương quốc Lào vào tháng 2 năm 1959 và được phong hàm tướng vài tháng sau đó.
Ngay sau cuộc đảo chính của phe trung lập Kong Le, ông đã tìm kiếm sự trợ giúp từ Sarit Dhanarajata để thiết lập một thủ đô hoàn chỉnh ở Savannakhet. Ông đã tấn công Vientiane vào ngày 18 tháng 9 nhưng những người thuộc phái trung lập với sự trợ giúp của Pathet Lào và Liên Xô đã đẩy lùi cuộc tấn công này. Một chính phủ liên hiệp ba đảng phái đã được thành lập giữa những người thuộc phái trung lập, cộng sản và cánh hữu vào ngày 18 tháng 11 năm 1960. Ngày 8 tháng 12, Souvanna Phouma đã cách chức chỉ huy của Kong Le nhưng ngày hôm sau, Kong Le đã hạ bệ Souvanna Phouma (lúc đó đang đi Campuchia) và bộ trưởng thuộc cánh tả Quinim Pholsena đã được bổ nhiệm làm thủ tướng. Ngày 13 tháng 12, Phoumi đã bắt đầu Trận Viêng Chăn và giành chiến thắng và đã đưa Boun Oum lên làm thủ tướng. 